# Наталер-дойч
Наталер-дойч (нем. Nataler Deutsch) — один из вариантов немецкого языка, распространённый в южноафриканской провинции Квазулу-Натал. Носители языка, выходцы из Люнебургской пустоши, взяли за основу языка общения верхненемецкие диалекты, которые однако были подвержены влиянию нижненемецкого разговорного языка. Последний используется ограниченно как домашний язык, в основном его влияние затрагивает лишь некоторые фонетико-морфологические особенности языка.

## Структурные особенности

### Фонетико-морфологические характеристики
Наталер-дойч выделяют как фонетические, так и грамматические особенности. В фонетике варианта специфическим является употребление звуков [ʁ; ɻ] и [l, ɫ], произнесение s в буквосочетании sch согласно нижненемецким правилам и более грубое прочтение -er на конце слов. К морфологическим особенностям можно отнести собственную падежную систему, в которой отсутствует датив (заменяется в большинстве случаев аккузативом), а генетив передаётся через конструкцию с применением притяжательного местоимения sein.

### Синтаксис и лексика
В отношении синтаксиса принято считать, что наталер-дойч не утратил немецкой структуры предложения с характерными для него порядком и взаимозависимостью тех или иных членов предложения. Однако лексика варианта вобрала в себя множество заимствований из английского, африкаанса и зулусского языка. Например: anbellen (африк. te bel) — anrufen, jag или jagen (африк. jaag) — sich beeilen, teilen (англ. to tile) — fliesen, Roof или Ruf (англ. roof) — Dach, Hau! (зулу hawu) — междометие, используемое для выражения удивления.

### Пример
Для наглядности всех вышеназванных особенностей рассмотрим одно предложение: Das Vieh is übä die Fence gejömpt und hat den Cabbage gedamaged — Das Vieh ist über den Zaun gesprungen und hat den Kohl beschädigt (angefressen).
В фонетическом отношении все особенности собственно немецких слов определимы из их написания. В предлоге übä буквы -er, которые имеют место в немецком соответствии über читаются как чистый умлаут ä. Фонетическая транскрипция всего предложения: [das fi: ɪs ybə di: fɛns gədʒœm(p)t ʊn(d) hat den kæbɪdʒ gədæmɪdʒt]. Из неё видно, что заимствованная лексика читается уже в соответствии с правилами языка заимствования, то есть английское Cabbage произносится согласно английской фонетике [kæbɪdʒ]. В морфологии предложения примечательной особенностью является то, что глагольные основы, заимствованные из английского или африкаанс, подстраиваются под аффиксное обрамление второго причастия ge- -t (в слове gejömpt) либо применяются смешанные правила (в слове gedamaged используется немецкий грамматический префикс ge- и английское окончание глаголов в форме прошедшего времени -ed). Для образования времени перфект используются соответствующие вспомогательные глаголы.
Синтаксически предложение не противоречит правилам немецкого языка, так как соблюдается порядок членов предложения: Vieh is gejömpt und hat gedamaged — подлежащее, общее для двух составных сказуемых, выраженных конструкцией прошедшего времени перфект, стоит в начале предложения как при прямом порядке слов, при этом действия связываются союзом und. Наконец, лексические заимствования в данном предложении, как уже было замечено, представлены корневыми словами, легко подстраиваемыми под немецкие словообразовательные средства, или целыми словами, которые не изменяются при склонении по падежам. В данном случае это слова Fence и Cabbage, не принявшие флексий в аккузативе.